# Saint-Pellerin-de-Catz
Saint-Pellerin-de-Catz est une ancienne commune de la Manche issue de la fusion de Saint-Pellerin et de Catz. Elle n'a existé que 4 ans, de 1837 à 1841, date à laquelle elle a été supprimée au bénéfice du rétablissement des deux communes constituantes.
Le rapport de la loi sur la séparation de Catz précise que la fusion des deux communes avait été motivée par la faible population de la commune Catz, mais l'état d'irritation des populations entre elles rend désormais impossible la marche de l'administration.